# سینمای عراق

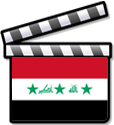
نماد سینمای عراق

سینمای عراق در زمان حکومت صدام حسین به کسادی دچار شده بود. جنگ عراق که در سال ۲۰۰۳ آغاز شد، تأثیر عمیقی بر روی تولیدات سینمایی عراق نهاد.

## قسمتی از تاریخ سینمای عراق
نخستین فیلم عراقی در سال ۱۹۰۹ تولید شد اما تا قرن بیستم طول کشید که فیلم و فیلمسازی به فعالیتی فرهنگی در عراق تبدیل شود. نخستین سالن‌های سینما در عراق فقط فیلم‌های صامت آمریکایی را برای شهروندان بریتانیایی نمایش می‌دادند. در دههٔ ۴۰ میلادی و دوران حکومت شاه فیصل دوم، سینمای واقعی عراق با حمایت کارشناسان بریتانیایی و فرانسوی ایجاد شد و شرکت‌های تولید فیلم در شهر بغداد مستقر شدند. در سال ۱۹۵۵ فیلم سینمایی فتنه و حسن در این کشور تولید شد که داستانی همانند رومئو و ژولیت داشت و توجه بین‌المللی را به خود جلب کرد. در سال ۱۹۵۹ هنگامی که حکومت فیصل دوم از میان رفت، سینما و تئاتر به ابزاری برای ترویج اهداف رژیم جدید بدل شدند. در طی انقلاب ۱۹۶۸ که به قدرت رسیدن حزب بعث منجر شد، در فیلم‌ها سعی شد که به قدرت حزب بعث اعتبار بخشیده شود.
از سال ۱۹۸۰ و با شروع جنگ ایران و عراق، سینمای عراق با اندکی مکث مواجه شد و تعداد اندک فیلم‌هایی نیز که ساخته می‌شدند از تاریخ اسطوره‌ای عراق یا حکومت صدام تمجید می‌کردند. در سال ۱۹۸۱ حکومت عراق، فیلمساز مصری به نام صلاح ابوسیف را مأمور ساخت فیلمی حماسی در مورد جنگ قادسیه کرد که در سال ۶۳۵ میلادی، بین ایران و اعراب اتفاق افتاده بود و به پیروزی اعراب منجر شده بود. کارگردانی به نام محمد شکری جمیل نیز مأمور ساخت فیلمی درباره قتل جرالد لیچمن (کشته شده در زمان انقلاب ۱۹۲۰ عراق) با بازی الیور رید شد. در سال ۱۹۸۰ صدام حسین دستور ساخت یک فیلم حماسی ۶ ساعته به نام «روزهای طولانی» در مورد خودش را داد.

## فهرست بازیگران عراقی
- ابراهیم جلال
- مریم عباس
- اصیل عادل
- سرمد السامرائی
- شارلوت لوییس
- یاسمین حنانی
- دون هانی
- هیثر رافو
- شرو رئوف
- بسام رضا الحسینی

## فهرست کارگردان‌های عراقی
- عباس فاضل
- اسامه الشیبی
- عامر الوان
- زانا برسکی
- عشتار یاسین جوتیریز
- انیسا مهدی
- شرو رئوف
- میسون پاچاچی
- راشد ردوان
- سعد سلمان
- اودی رشید
- محمد الدراجی

## فهرست فیلم‌های فیلمبرداری شده در عراق
- جن گیر -۱۹۷۳
- بازگشت به بابل (فیلم)- ۲۰۰۲
- درباره بغداد -۲۰۰۳
- ما عراقی‌ها- ۲۰۰۴
- آشیانه گرگ‌ها: عراق- ۲۰۰۶
- بمب‌های خوب- ۲۰۰۶
- کشورم، کشورم- ۲۰۰۶